# Dikasterium für den Gottesdienst und die Sakramentenordnung
Das Dikasterium für den Gottesdienst und die Sakramentenordnung  (lat.: Dicasterium de Cultu Divino et Disciplina Sacramentorum), auch Liturgiedikasterium, ist eine Zentralbehörde (Dikasterium) der römisch-katholischen Kirche, die sich mit Angelegenheiten beschäftigt, die sich auf die liturgische Praxis und die Sakramente der römisch-katholischen Kirche und der mit ihr verbundenen Unierten Kirchen beziehen.

## Wurzeln und Entwicklung
Anfang des Jahres 1588 verkündete Papst Sixtus V. in der Apostolischen Konstitution Immensa Aeterni Dei die Einrichtung der Heiligen Ritenkongregation (lat. Sacra Rituum Congregatio), die fast vier Jahrhunderte bestand, bevor sie 1969 aufgelöst wurde. Sie stellte Normen für die Ausführung des Gottesdienstes (Ritus) auf; überdies zählten Heiligsprechungsprozesse zu ihren Aufgaben. Mitte 1908 wurde auf Erlass von Papst Pius X. in der Apostolischen Konstitution Sapienti consilio die Heilige Kongregation für die Sakramentenordnung (lat. Sacra Congregatio de Disciplina Sacramentorum) ins Leben gerufen, in deren Tradition („direkter Nachfolge“) stehend sich die heutige Kongregation sieht. Rund 60 Jahre danach, gegen Mitte des Jahres 1969, verfügte Papst Paul VI. in der Apostolischen Konstitution Sacra Rituum Congregatio die Teilung der bisherigen „Ritenkongregation“ in die Heilige Kongregation für den Gottesdienst (lat. Sacra Congregatio pro Cultu Divino) einerseits und die Heilige Kongregation für Heiligsprechungsprozesse (lat. Sacra Congregatio pro Causis Sanctorum) andererseits. Der Prozess der Neuordnung der Kongregationen für die (sich überschneidenden) Bereiche Riten, Liturgien, Sakramente und Heiligsprechungen schien damit abgeschlossen zu sein.
Doch nur wenige Jahre später, 1975, wurde in Ausführung der Apostolischen Konstitution Constans nobis Pauls VI. die Heilige Kongregation für die Sakramente und den Gottesdienst (lat. Sacra Congregatio pro Sacramentis et Cultu Divino) gegründet, in der die 1908 errichtete „Sakramentenkongregation“ und die 1969 errichtete „Liturgiekongregation“ aufgingen. Somit gab es statt der vorerst neugeordneten drei „Säulen“ (Sakramente – Liturgie – Heiligsprechung) nur noch zwei (Sakramente/Liturgie – Heiligsprechung). Ein weiteres Jahrzehnt später teilte Papst Johannes Paul II. 1984 den Bereich Sakramente/Liturgie erneut in zwei Zweige, in die Kongregation für die Sakramente (lat. Congregatio de Sacramentis) und die Kongregation für den Gottesdienst (lat. Congregatio de Cultu Divino), übertrug ihre jeweilige Leitung jedoch demselben Präfekten (zunächst Giuseppe Casoria, danach Paul Augustin Mayer).
Mitte 1988 schließlich, 80 Jahre nach der von Pius X. begonnenen allmählichen Auflösung der „Ritenkongregation“, führte Johannes Paul II. in der Apostolischen Konstitution Pastor Bonus beide von ihm zuvor geteilten Kongregationen wieder in einer zusammen, der Kongregation für den Gottesdienst und die Sakramentenordnung (lat. Congregatio de Cultu Divino et Disciplina Sacramentorum), und legte dabei (in den Artikeln 62 bis 70 der Konstitution) deren Aufgaben fest. Erster Kardinalpräfekt war Eduardo Martínez Somalo; von 2002 bis 2008 amtierte Francis Arinze. Ab 2008 war Antonio Cañizares Llovera Präfekt der Kongregation, bis er Ende 2014 von Robert Sarah abgelöst wurde.
Im Jahr 2001 wurde das Komitee Vox Clara gegründet; es ist für die liturgischen Texte in englischer Sprache zuständig und koordinierte in den 2000er Jahren die Neuübertragung des Römischen Messbuchs ins Englische gemäß der Übersetzerinstruktion Liturgiam authenticam von 2001.
Mit Inkrafttreten der Apostolischen Konstitution Praedicate Evangelium am 5. Juni 2022 erhielt sie die Bezeichnung „Dikasterium für den Gottesdienst und die Sakramentenordnung“ (“Dicastero per il Culto Divino e la Disciplina dei Sacramenti”).
| Apostolische Konstitution | Apostolische Konstitution | Apostolische Konstitution                                      | Kongregation für | Kongregation für | Kongregation für |                                   |
| am                        | durch Papst               | Bezeichnung                                                    | Sakramente | Liturgie | Heiligsprechungen |                                   |
| ------------------------- | ------------------------- | -------------------------------------------------------------- | --- | --- | --- | --------------------------------- |
| 22. Januar 1588           | Sixtus V.                 | Immensa Aeterni Dei (eine Apostolische Konstitution)           | Heilige Ritenkongregation (lat. Sacra Rituum Congregatio) (Congregatio quinta pro sacris ritibus et caeremoniis) (Kongregation für die Heiligen Riten und Zeremonien) | Heilige Ritenkongregation (lat. Sacra Rituum Congregatio) (Congregatio quinta pro sacris ritibus et caeremoniis) (Kongregation für die Heiligen Riten und Zeremonien) | Heilige Ritenkongregation (lat. Sacra Rituum Congregatio) (Congregatio quinta pro sacris ritibus et caeremoniis) (Kongregation für die Heiligen Riten und Zeremonien)                                         |                                   |
| 29. Juni 1908             | Pius X.                   | Sapienti consilio                                              | Heilige Kongregation für die Sakramentenordnung (lat. Sacra Congregatio de Disciplina Sacramentorum)                                                                  | Sacra Congregatio sacrorum Rituum | Sacra Congregatio sacrorum Rituum | Sacra Congregatio sacrorum Rituum |
| 8. Mai 1969               | Paul VI.                  | Sacra Rituum Congregatio                                       | | Heilige Kongregation für den Gottesdienst (lat. Sacra Congregatio pro Cultu Divino)                                                                                   | siehe Heilige Kongregation für Heiligsprechungsprozesse (lat. Sacra Congregatio pro Causis Sanctorum), später Kongregation für die Selig- und Heiligsprechungsprozesse (lat. Congregatio de Causis Sanctorum) |                                   |
| 11. Juli 1975             | Paul VI.                  | Constans nobis                                                 | Heilige Kongregation für Sakramente und Gottesdienst (lat. Sacra Congregatio pro Sacramentis et Cultu Divino)                                                         | Heilige Kongregation für Sakramente und Gottesdienst (lat. Sacra Congregatio pro Sacramentis et Cultu Divino)                                                         | siehe Heilige Kongregation für Heiligsprechungsprozesse (lat. Sacra Congregatio pro Causis Sanctorum), später Kongregation für die Selig- und Heiligsprechungsprozesse (lat. Congregatio de Causis Sanctorum) |                                   |
| 5. April 1984             | Johannes Paul II.         | Chirograph (Handschreiben) Quoniam in celeri vom 5. April 1984 | Kongregation für die Sakramente (lat. Congregatio de Sacramentis) | Kongregation für den Gottesdienst (lat. Congregatio de Cultu Divino)                                                                                                  | siehe Heilige Kongregation für Heiligsprechungsprozesse (lat. Sacra Congregatio pro Causis Sanctorum), später Kongregation für die Selig- und Heiligsprechungsprozesse (lat. Congregatio de Causis Sanctorum) |                                   |
| 28. Juni 1988             | Johannes Paul II.         | Pastor Bonus                                                   | Kongregation für den Gottesdienst und die Sakramentenordnung (lat. Congregatio de Cultu Divino et Disciplina Sacramentorum)                                           | Kongregation für den Gottesdienst und die Sakramentenordnung (lat. Congregatio de Cultu Divino et Disciplina Sacramentorum)                                           | siehe Heilige Kongregation für Heiligsprechungsprozesse (lat. Sacra Congregatio pro Causis Sanctorum), später Kongregation für die Selig- und Heiligsprechungsprozesse (lat. Congregatio de Causis Sanctorum) |                                   |
| 5. Juni 2022              | Franziskus                | Praedicate Evangelium                                          | Dikasterium für den Gottesdienst und die Sakramentenordnung (ital. Dicastero per il Culto Divino e la Disciplina dei Sacramenti)                                      | Dikasterium für den Gottesdienst und die Sakramentenordnung (ital. Dicastero per il Culto Divino e la Disciplina dei Sacramenti)                                      | Dikasterium für die Selig- und Heiligsprechungsprozesse (Dicasterium de Causis Sanctorum) |                                   |

## Mitglieder
Die Kongregation bestand bis zum Herbst 2016 aus 31 Mitgliedern, darunter zehn Kardinälen. Sie wurde im Oktober 2016 von Papst Franziskus durch Ernennung zahlreicher Neumitglieder und die Nichterneuerung von 16 bisherigen Mitgliedschaften völlig umgebaut und auf 40 Mitglieder erweitert. Sie besteht derzeit neben dem Präfekten aus 29 Kardinälen und 20 Erzbischöfen und Bischöfen sowie drei weiteren Mitgliedern, die vom Papst für jeweils fünf Jahre berufen werden. Mitglieder der Kongregation sind zurzeit (Stand 26. April 2025):
Kardinäle
- Peter Turkson
- Josip Bozanić
- Péter Erdő
- Kazimierz Nycz
- Albert Malcolm Ranjith
- Rainer Maria Woelki (seit 2016)
- Pietro Parolin (seit 2016)
- Gérald Cyprien Lacroix (seit 2016)
- Philippe Ouédraogo (seit 2016)
- John Atcherley Dew (seit 2016)
- Arlindo Gomes Furtado (seit 2016)
- Dominique Mamberti
- Luis Antonio Tagle (seit 2022)[14]
- Orani João Tempesta OCist (seit 2022)[14]
- Charles Maung Bo SDB (seit 2022)[14]
- Daniel Fernando Sturla Berhouet SDB (seit 2022)[14]
- Blase Joseph Cupich (seit 2022)[14]
- Cristóbal López Romero SDB (seit 2022)[14]
- Kevin Farrell (seit 2022)[14]
- Konrad Krajewski (seit 2022)[14]
- Mario Grech (seit 2022)[14]
- Marcello Semeraro (seit 2022)[14]
- Lazarus You Heung-sik (seit 2022)[14]
- João Braz de Aviz (seit 2023)[15]
- José Tolentino Calaça de Mendonça (seit 2023)[15]
- Ángel Sixto Rossi SJ (seit 2023)[16]
- Grzegorz Ryś (seit 2023)[16]
- Protase Rugambwa (seit 2023)[16]
- Jaime Spengler OFM (seit 2022[14], 2025 bestätigt)[17]

(Erz)bischöfe
- Domenico Sorrentino (seit 2016)
- Romulo Geolina Valles (seit 2016)
- Lorenzo Voltolini Esti (seit 2016)
- Alan Stephen Hopes (seit 2016)
- Claudio Maniago (seit 2016)
- Bernt Ivar Eidsvig (seit 2016)
- José Manuel Garcia Cordeiro (seit 2016)
- Charles Morerod (seit 2016)
- Jean-Pierre Kwambamba Masi (seit 2016)
- Benny Mario Travas (seit 2016)
- John Bosco Chang Shin-Ho (seit 2016)
- Filippo Iannone OCarm (seit 2022)[14]
- Ilson de Jesus Montanari (seit 2022)[14]
- Jean Legrez OP (seit 2022)[14]
- Jorge Carlos Patrón Wong (seit 2022)[14]
- Mario Iceta (seit 2022)[14]
- David Douglas Crosby OMI (seit 2022)[14]
- Edmar Peron (seit 2022)[14]
- Hugh Gilbert OSB (seit 2022)[14]
- Diego Giovanni Ravelli (seit 2025)[18]

Weitere Mitglieder
- Jeremy Driscoll OSB (seit 2025)[18]
- Mary Healy (seit 2025)[18]
- Donna Lynn Orsuto (seit 2025)[18]

## Präfekten
- Fabio Maria Kardinal Asquini (1847–1863)
- Domenico Kardinal Ferrata (1908–1914)
- Filippo Kardinal Giustini (1914–1920)
- Michele Kardinal Lega (1920–1935)
- Domenico Kardinal Jorio (1935–1954)
- Benedetto Aloisi Masella (1954–1968)
- Francis Kardinal Brennan (1968)
- Antonio Kardinal Samorè (1968–1974)
- James Robert Kardinal Knox (1974–1981)
- Giuseppe Kardinal Casoria, (Pro-Präfekt 1981–1983, Präfekt 1983–1984)
- Paul Augustin Kardinal Mayer OSB (Pro-Präfekt 1984–1985, Präfekt 1985–1988)
- Eduardo Kardinal Martínez Somalo (1988–1992)
- Antonio María Kardinal Javierre Ortas SDB (1992–1996)
- Jorge Arturo Kardinal Medina Estévez (Pro-Präfekt 1996–1998, Präfekt 1998–2002)
- Francis Kardinal Arinze (2002–2008)
- Antonio Kardinal Cañizares Llovera (2008–2013; 2013–2014[19])
- Robert Kardinal Sarah (2014–2021)
- Arthur Kardinal Roche (seit 2021)

## Sekretäre
- Girolamo Boncompagni (1648–1651)
- Annibale Capalti (1854–1861)
- Placido Ralli (1875–1884)
- Luigi Tripepi (1894–1903)
- Diomede Panici (1900–1909)
- Pietro La Fontaine (1910–1915)
- Alessandro Verde (1915–1925)
- Alfonso Carinci (1945–1960)
- Enrico Dante (1959–1960) (Pro-Sekretär)
- Enrico Dante (1960–1965)
- Ferdinando Giuseppe Antonelli OFM (1965–1969)
- Annibale Bugnini CM (1969–1975)
- Antonio Innocenti (1975–1980)
- Luigi Dadaglio (1980–1982)
- Virgilio Noè (1982–1989)
- Lajos Kada (1988–1991)
- Geraldo Majella Agnelo (1991–1999)
- Francesco Pio Tamburrino OSB (1999–2003)
- Domenico Sorrentino (2003–2005)
- Albert Malcolm Ranjith Patabendige Don (2005–2009)
- Joseph Augustine Di Noia OP (2009–2012)
- Arthur Roche (2012–2021)
- Vittorio Francesco Viola OFM (seit 2021)

## Konsultoren
Zur fachlichen Beratung des Dikasteriums kann der Papst Konsultoren für einen Zeitraum von fünf Jahren ernennen. Seit Juni 2022 sind dies folgende Personen:
- Diego Giovanni Ravelli
- Brian Edwin Ferme
- Giacomo Incitti
- Franco Magnani
- Pietro Angelo Muroni
- Paul Turner
- Dario Vitali
- Dieter Böhler SJ
- Mark Anthony Avila OMV
- Henri Delhougne OSB
- Bernhard Eckerstorfer OSB
- Corrado Maggioni SMM
- Gabriel Seguí Trobat MSSCC
- Giovanni Conti
- Mary Healy

## Dokumente (Auszug)
Die von der Kongregation für den Gottesdienst und die Sakramentenordnung veröffentlichten Dokumente unterscheiden sich in ihrer Wertigkeit und Bedeutung in Dekret, Instruktion (Verordnung), Notifikation (Mitteilung), Allgemeinen Schreiben (auch Rundschreiben) sowie dem liturgischen Direktorium.
- 25. Januar 2008 Dekret, durch das eine besondere Befugnis zur Feier der Bekehrung des heiligen Apostels Paulus im Jubiläumsjahr anlässlich des 2000. Jahrestages seiner Geburt gewährt wird[21]
- 14. Oktober 2004: Das Jahr der Eucharistie: Empfehlungen und Vorschläge[22]
- 23. April 2004: Instruktion Redemptionis sacramentum vatican.va über einige Dinge bezüglich der heiligsten Eucharistie, die einzuhalten und zu vermeiden sind
- 2. April 2004: „Spiritus et Sponsa“ vatican.va, Tagungsberichte anlässlich des 40. Jahrestages von Sacrosanctum Concilium, Rom, 4. Dezember 2003
- 4. Dezember 2003: Gedenktag anlässlich des XL. Jahrestages der Konstitution Sacrosanctum Concilium
- 27. Juni 2002: Bekanntmachungen zu einigen Aspekten kirchlicher Lektionare der Liturgia horarum
- 9. April 2002: Direktorium über Liturgie und Volksfrömmigkeit – Prinzipien und Orientierungshilfen
- 18. März 2002: Neues Messbuch Missale Romanum
- 2. Oktober 2001: Editio typica des neuen Martyrologium Romanum[23]
- 7. Mai 2001: Fünfte Instruktion zur richtigen Anwendung der Konstitution über die Heilige Liturgie des Zweiten Vatikanischen Konzils - Liturgiam authenticam[24]
- 20. März 2000: Rundbrief bezüglich der Buße[25]
- 25. März 1999: Dekret für die Feier des Festes Muttergottes von Guadalupe vatican.va
- 26. Januar 1999: Vorstellung des Exorzismusritus vatican.va
- 20. September 1997: Notifikation bezüglich der Kalender und der Eigentexte vatican.va